# 上野直彦
上野 直彦 （うえの なおひこ、1965年11月2日 - ）はスポーツライター。漫画原作者。経営者。
早稲田大学大学院スポーツ科学研究科修士課程修了。早稲田大学スポーツビジネス研究所・招聘研究員。
サッカー漫画『川澄奈穂美物語』で原作。『アオアシ』（小学館）で取材・原案協力。マンガ大賞2017では4位を獲得。
ブロックチェーン業界におけるALiS、PoliPoli、エンゲート、リアルワールドゲームスなど数社でアンバサダーやアドバイザーに就任。 国内外で「スポーツ×トークンエコノミー」のプロダクトを進めている。

## 人物
兵庫県立姫路西高等学校卒業。
村井満Jリーグチェアマンとサッカーイベントで一緒に登壇したことがきっかけで親交を深める。 村井は「アオアシ」の大ファンでテレビ東京の「FOOT×BRAIN」でも公言。footballistaの特集号にも登場している。

## 来歴
1965年　兵庫県姫路市で生まれる。
1992年　ロンドン在住時にサッカーのプレミアリーグ化に直面、初めてスポーツビジネスの記事を書く。
2010年　INAC神戸レオネッサでスカウティングを担当。
2012年　「なでしこの★キセキ★川澄奈穂美物語 」（週刊少年サンデー24号から）にて連載スタート。単行本も出版。同年、『なでしこの誓い　世界一の心のきずな物語』（学研プラス）が出版される。
2013年　サッカー新聞エル・ゴラッソで大宮アルディージャを担当。
2015年　週刊ビッグコミックスピリッツで、「アオアシ」が連載を開始。取材・原案協力を担当。 17巻で降板。
2017年　「アオアシ」が漫画大賞2017にて4位受賞。
2019年　テレビ東京の「FOOT×BRAIN」に出演。

## 著作及び構成・編集
- 『なでしこのキセキ 川澄奈穂美物語』(原作/小学館) 2012年
- 『アオアシ』(取材・原案協力/小学館)  1ー17巻　2015年
- 『スポーツビジネスの未来 2018-2027』(著作・監修 /日経BP) 2018年
- 『なでしこの誓い　世界一の心のきずな物語』(著作 /学研プラス) 2012年
- 『嘉納治五郎』(原作 /小学館) 2018年
- 『全くゼロからのJクラブのつくりかた サッカー界で勝つためのマネジメント』(構成担当[11]・望月重良著作 / 東邦出版) 2015年
- 『ベレーザの35年 日本女子サッカーの歩みとともに』（構成・編集担当[11] / ベレーザ創部35周年記念誌発行委員会）2016年
- 『国際スポーツ組織で働こう!』（構成・編集担当[11]/日経BP社）2016年
- 『プロスポーツビジネス 私たちの成功事例』(構成担当/東邦出版) 2017年
- 『闘魂 東京大学運動会ア式蹴球部100年誌 〜 これからの100年へ向けて 〜』(構成・編集担当/一般社団法人 東京大学LB会) 2018年
- 『ハイバス』（原作・脚本担当/HykeComic）2024年